# Robert Winston
Robert Maurice Lipson Winston, Baron Winston (* 15. Juli 1940) ist ein britischer Arzt, Politiker (Labour Party) und Moderator.

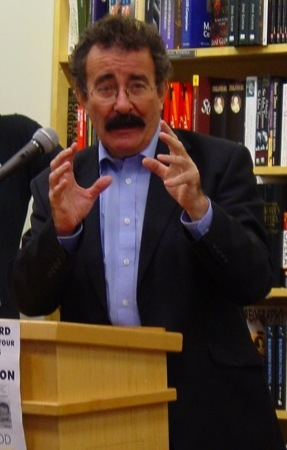
Robert Winston (2005)

## Leben
Winston wurde am 18. Dezember 1995 als Baron Winston, of Hammersmith in the London Borough of Hammersmith and Fulham, zum Life Peer erhoben. Im House of Lords spricht er häufig über Wissenschaft, Medizin und Kunst. Er ist seit 1973 mit Lira Helen Feigenbaum verheiratet, mit der er drei Töchter hat.

## Derzeitige Ämter
- Professor of Science and Society am Imperial College London
- Kanzler, Sheffield Hallam University (seit 2001)
- Emeritus Professor of Fertility Studies, Imperial College London
- Past Director of NHS Research and Development, Hammersmith Hospitals Trust
- Vorsitzender des Royal College of Music Council

## Auszeichnungen
- 1993 Cedric Carter Medal, Clinical Genetics Society
- 1993 Victor Bonney Medal für Beiträge über Operationen, Royal College of Surgeons
- 1998 Gold Medallist, Royal Society of Health
- 1998 Mitglied der Academy of Medical Sciences (FMedSci)
- 1999 British Medical Association Gold Award for Medicine in the Media
- 1999 Michael Faraday Prize, Royal Society
- 2003 Edwin Stevens Medal (Royal Society of Medicine)
- 2004 Aventis Prize, Royal Society
- 2005 Al-Hammadi Medal, Royal College of Surgeons of Edinburgh
- 14 Ehrendoktortitel

## TV-Dokumentationen
- Your Life in their Hands. BBC 1979–1987
- Making Babies. BBC 1995
- The Human Body. BBC, unter dem Titel Intimate Universe: The Human Body in the United States. BBC 1998. Die Serie gewann drei BAFTA Awards.
- The Secret Life of Twins. BBC 1999
- Child of Our Time, following the lives of a group of children, all born in 2000, as they grow to the age of 20; BBC 2000, and annually thereafter.
- Superhuman. BBC 2001 (won the Wellcome Trust Award for Medicine and Biology)
- Walking with Cavemen. BBC 2003
- Human Instinct. BBC 2002 Emmy-Nominierung
- The Human Mind. BBC 2003
- Threads of Life. about DNA, BBC 2003 (gewann den internationalen „Science Prize“ in Paris)
- How to sleep better
- The Story of God. BBC 2005
- How to Improve Your Memory. BBC 2006
- A Child Against All Odds. BBC 2006

## Ausgewählte Bibliographie
- Reversibility of Sterilization. 1978
- Co-Autor Tubal Infertility. 1981
- Infertility - a sympathetic approach. 1985
- Getting Pregnant. 1989
- Making Babies. 1996
- The IVF Revolution. 1999
- Superhuman. 2000
- Human Instinct. 2003
- The Human Mind. 2004, nominiert für Royal Society Aventis Prize
- What Makes Me Me. 2005, Royal Society Aventis Prize
- Human. 2005, BMA Award für „best popular medicine book“
- The Story of God. 2005
- Body. 2005
- A Child Against All Odds. 2006
- Play It Again. 2007
- It’s Elementary. 2007
- When science meets God. In: BBC News. 2. Dezember 2005
- Why do we believe in God? In: The Guardian. 13. Oktober 2005